# Milano (Teksas)
Milano – miasto w Stanach Zjednoczonych, w stanie Teksas, w hrabstwie Milam.